# 情報構造
言語学における情報構造（じょうほうこうぞう）とは、文の中に、情報が形式的に収納される方法のことである。ここでいう情報としては一般に、「聞き手の心のその時点での状態に対応する」面の情報だけを含み、背景（百科事典）的知識の参照、文体の選択、ポライトネス等といった他の面の言語情報は除外する。
情報構造の基本的な概念としては、焦点、既知性（givenness）、話題のほか、それぞれに対する補完的概念として、背景、新規性（newness）、コメントがある。焦点は「言語表現の解釈に関する選択肢がある」ことを示し、既知性は発話の直接的文脈に「表現の標示がある」ことを示し、話題は「話者が区別し、それについての情報をコメントとして与える対象」である。情報構造における追加的概念として、対照（contrast：特定の対象を他から区別し取り立てて示す）と総記性（exhaustivity：対象の全範囲を示す）を含めてもよいが、基本的な三概念の範囲について言語学文献での一般的合意は得られていない。
情報構造は様々な言語学的手段によって実現される。英語で情報構造を示す基本的な方法の一つは、抑揚によるもので、音高が通常のパターンから変化する。他の言語には、転位（dislocation）、照応（anaphora）、空所化（gapping：重文で共通する動詞句を省略すること）のような統語的手段；特殊な焦点や話題標示接辞のような形態的手段；あるいは特殊な話法的接語を用いる。英語でも実際には情報構造を表現するために抑揚以外の方法も用いており、例えば分裂文は総記的焦点を示すのに用いられるし、only（だけ）のような文法的接語も対照的焦点を知るのに役立つ。一般にどの言語でも、情報構造の各概念を特定の言語学的現象に結びつける明らかな傾向がある。例えば焦点は韻律的に強調される傾向があり、焦点をアクセントまたは強勢の弱化で表現する言語はないようである。
次のドイツ語文は、話題に当たる構成素を文頭に移動する、三つの異なる統語的方法を示す。
- _Diesen Mann_ habe ich noch nie gesehen

　‘this man have I not yet seen’
「この男は、私は見たことがない」
（移動：話題となる構成素を単に文頭に移動する）
- _Diesen Mann_, den habe ich noch nie gesehen

　‘this man, that I have not yet seen’
「この男、私が見たことのないやつだ」
（左方転位：話題を独立させ、文を話題の修飾節にする）
- _Diesen Mann_, ich habe ihn noch nie gesehen

　‘this man, I have not yet seen him’
「この男、私はこいつを見たことがない」
（懸垂話題：話題は文から独立しているが、構成素ihnとしては文中に残っている）
焦点の判別にはしばしば、次の英語の例文のように、疑問Qと回答Aの組が使われる。疑問文の疑問詞に相当する部分が、回答文の焦点（大文字で表す）である。
- Q: What did John do with the book yesterday?
- A: He SOLD the book yesterday.（正）
- A: *He sold the book YESTERDAY.（誤）
- Q: When did John sell the book?
- A: He sold the book YESTERDAY.（正）
- A: *He SOLD the book yesterday.（誤）